# Костина, Нина Васильевна
Нина Васильевна Костина (2 сентября 1934 — 29 июля 2021) — советский и российский художник и педагог, профессор (1993). Член Союза художников СССР (с 1965 года). Почётный член РАХ (2014). Заслуженный художник Российской Федерации (1992).

## Биография
Родилась 2 сентября 1934 года в Свердловске.
В 1955 году закончила Свердловское художественное училище. С 1956 по 1961 год обучалась в Московском художественном институте имени В. И. Сурикова. С 1969 года на педагогической работе в Уральском государственном архитектурно-художественном университете, с 1988 года — заведующая кафедрой живописи (в последующем кафедра монументально-декоративного искусства), с 1993 года — профессор, ведёт курс композиционно-художественной подготовки
С 1961 года занимается творческой деятельностью по созданию художественных произведений. Является автором таких художественных произведений как: Весеннее утро" (1964), «Утро Уралмаша» (1970), «Уралмашевцы» (1972), «Уралочка» и «В заводской столовой» (1975), «Бригада — золотые руки» (1978), «В рабочий полдень» и «Посвящение в профессию» (1985). Костина являлась участницей многочисленных художественных выставок, в том числе республиканских, всесоюзных, зарубежных и персональных. Художественные произведения Н. В. Костиной находятся в музеях и частных коллекциях России, а так же в США, Франции Индии, Китае и Японии.
В 1965 году за картину «Лаборантки» была принята в члены Союза художников СССР. В 1993 году присвоено учёное звание профессор. В 2014 году присвоено почётное звание — Почётный член РАХ.
В 1992 году Указом Президента России «За заслуги в области изобразительного искусства» Нина Костина была удостоена почётного звания Заслуженный художник Российской Федерации.

## Награды
- Заслуженный художник Российской Федерации (1992)[5]